# Acanthophippium
Acanthophippium is een geslacht uit de orchideeënfamilie (Orchidaceae). De soorten uit het geslacht komen voor op het Indisch subcontinent, Zuidoost-Azië, China, Japan, Taiwan, Nieuw-Guinea en de zuidwestelijke Pacifische eilanden.

## Soorten
- Acanthophippium bicolor Lindl.
- Acanthophippium chrysoglossum Schltr.
- Acanthophippium curtisii Rchb.f.
- Acanthophippium eburneum Kraenzl.
- Acanthophippium gougahense (Guillaumin) Seidenf.
- Acanthophippium javanicum Blume
- Acanthophippium lilacinum J.J.Wood & C.L.Chan
- Acanthophippium mantinianum L.Linden & Cogn.
- Acanthophippium parviflorum Hassk.
- Acanthophippium pictum Fukuy.
- Acanthophippium splendidum J.J.Sm.
- Acanthophippium striatum Lindl.
- Acanthophippium sylhetense Lindl.